# Spathiphyllum friedrichsthalii
Espèce
Spathiphyllum friedrichsthalii est une espèce de plantes de la famille des Aracées.